# Şerban Ciochină
Şerban Ciochină (Bucarest, Rumania, 30 de noviembre de 1939) es un atleta rumano retirado especializado en la prueba de triple salto, en la que consiguió ser medallista de bronce europeo en pista cubierta en 1970.

## Carrera deportiva
En el Campeonato Europeo de Atletismo en Pista Cubierta de 1970 ganó la medalla de bronce en el triple salto, con un salto de 16.47 metros, tras el soviético Viktor Sanyeyev  (oro con 16.95 metros) y el alemán Jörg Drehmel  (plata con 16.74 metros).